# Alfred Schlotter
Karl Hermann Alfred Schlotter (* 21. Februar 1859 in Gera; † 5. Februar 1928 in Berlin-Charlottenburg) war ein deutscher Rechtsanwalt und Politiker.

## Leben
Schlotter war der Sohn des Advokaten und Notars Victor Clemens Schlotter aus Gera und dessen Ehefrau Anna Ida geborene Gladitsch. Schlotter, der evangelisch-lutherischer Konfession war, heiratete am 21. Juli 1885 in Gera Ida Henriette Helene Dathe (* 20. Januar 1861 in Gera; † 17. Januar 1935 ebenda), die Tochter des promovierten Arztes Christian August Eduard Dathe in Gera.
Schlotter besuchte 1866 bis Ostern 1870 die Realschule I. Ordnung in Gera und 1870 bis März 1878 das Gymnasium Rutheneum, wo er am 21. März 1878 das Abitur ablegte. Danach studierte er bis 1881 Staats- und Rechtswissenschaften in Berlin, Heidelberg, Leipzig und Göttingen. Am 27. Juni 1881 bestand er am Oberlandesgericht Kassel die erste Staatsprüfung („gut“). Im Juni 1881 wurde er zum Dr. jur. promoviert. Nach dem Referendariat an preußischen und Reuß j.L. Gerichten und Behörden legte er am 31. März 1885 die zweite Staatsprüfung ab („gut“). Ab dem 17. Juni 1885 war er als Anwalt beim gemeinschaftlichen Landgericht Gera zugelassen. 1904 wurde er zum Justizrat ernannt.
1894 bis 1910 gehörte er dem Gemeinderat von Gera an. Vom 31. Oktober 1904 bis zum 28. September 1907 war er Mitglied im Landtag Reuß jüngerer Linie.